# Prvenstvo ZND 1942-1943
Il Prvenstvo Zagrebačkog nogometnog dosaveza 1942./43. (it. "Campionato della sottofederazione calcistica di Zagabria 1942-43") fu la seconda edizione del campionato organizzato dalla Zagrebački nogometni dosavez (ZND), la trentesima in totale, contando anche le 22 edizioni della ZNP (1920-1941), le 4 del Prvenstvo grada Zagreba (1918-1919) e le 2 del campionato del Regno di Croazia e Slavonia (1912-1914, composto esclusivamente da squadre di Zagabria).
La ZND è il nuovo nome della sottofederazione di Zagabria organizzata nello Stato indipendente di Croazia.
Dopo alcune edizioni da seconda divisione, il campionato zagabrese tornò ad essere di prima serie: infatti le migliori squadre cittadine (Građanski, Concordia e HAŠK) tornarono a militarvi. Le migliori 4 di esse avrebbero avuto accesso alla fase finale del Prvenstvo NDH 1943.
Il torneo, chiamato Skupina Zvonimir ("Gruppo Zvonimir"), fu vinto dal Građanski Zagabria, al suo primo titolo nella ZND, il decimo in totale. Queste le denominazioni delle tre classi, dai nomi dei re della Croazia Demetrius Zvonimir, Tomislao I di Croazia e Nikola Šubić Zrinski:

Skupina Zvonimir (ex 1. razred): Građanski, Hašk, Concordia, Željezničar, Ferraria, Redarstveni, Zet e Ličanin,.

Skupina Tomislav (ex 2. razred): Viktorija, Zagorac, Trešnjevka, Uskok, Kvaternik, Trnje, Zvonimir e Šparta.

Skupina Zrinjski (ex 3. razred): DSC, Mesarski, Grič, Hajduk, Savica, Jarun, Meteor, Croatia e Grafičar.
Il campionato era diviso era diviso fra le squadre di Zagabria città (divise in 3 divisioni chiamate razred) e quelle della provincia (divise in varie parrocchie, župe).

## Struttura
```
I termini "in casa" e "in trasferta" non hanno senso perché pochi club avevano un proprio stadio, solo cinque impianti di Zagabria rispettano il regolamento per le partite: 
Koturaška cesta
 del 
Građanski
, 
Maksimir
 del 
HAŠK
, 
Tratinska cesta
 del 
Concordia
, Miramarska cesta del 
Viktorija
 e dello 
Željezničar
 e quello dello 
Šparta
.
[
2
]
```

| 1º livello | Skupina Zvonimir | 8 squadre |
| 2º livello | Skupina Tomislav | 8 squadre |
| 3º livello | Skupina Zrinski  | 9 squadre |

## Classifica
|              | Pos. | Squadra              | Pt | G  | V  | N | P  | GF | GS | QR    |
| ------------ | ---- | -------------------- | -- | -- | -- | - | -- | -- | -- | ----- |
|              | 1.   | Građanski Zagabria   | 26 | 14 | 13 | 0 | 1  | 70 | 10 | 7,000 |
|              | 2.   | Concordia Zagabria   | 20 | 14 | 9  | 2 | 3  | 44 | 12 | 3,666 |
|              | 3.   | HAŠK Zagabria        | 20 | 14 | 9  | 2 | 3  | 53 | 16 | 3,312 |
|              | 4.   | Ličanin Zagabria     | 15 | 14 | 7  | 1 | 6  | 28 | 45 | 0,622 |
|              | 5.   | Željezničar Zagabria | 13 | 14 | 5  | 3 | 6  | 25 | 25 | 1,000 |
|              | 6.   | Ferraria Zagabria    | 11 | 14 | 5  | 1 | 8  | 25 | 35 | 0,714 |
|              | 7.   | ZET Zagabria         | 4  | 14 | 1  | 2 | 11 | 8  | 65 | 0,123 |
|              | 8.   | Redarstveni Zagabria | 3  | 14 | 1  | 1 | 12 | 14 | 60 | 0,233 |
| Fonte: rsssf |      |                      |    |    |    |   |    |    |    |       |

Legenda:
      Ammesse al terzo turno del Prvenstvo NDH 1943.
      Ammessa al secondo turno del Prvenstvo NDH 1943.
      Retrocesse nella divisione inferiore.
Note:
Due punti a vittoria, uno a pareggio, zero a sconfitta.

## Risultati
|             | Gra  | Con  | HAŠ  | Lič  | Žel  | Fer  | ZET  | Red  |
| ----------- | ---- | ---- | ---- | ---- | ---- | ---- | ---- | ---- |
| Građanski   | –––– | 2-1  | 3-2  | 14-0 | 3-0  | 3-1  | 5-0  | 4-0  |
| Concordia   | 2-1  | –––– | -    | -    | -    | -    | -    | -    |
| HAŠK        | 0-2  | -    | –––– | -    | -    | -    | -    | -    |
| Ličanin     | 0-4  | -    | -    | –––– | -    | -    | -    | -    |
| Željezničar | 2-4  | -    | -    | -    | –––– | -    | -    | -    |
| Ferraria    | 0-7  | -    | -    | -    | -    | –––– | -    | -    |
| ZET         | 0-8  | -    | -    | -    | -    | -    | –––– | -    |
| Redarstveni | 1-10 | -    | -    | -    | -    | -    | -    | –––– |

## Seconda classe / Girone Tomislav
|                       | Pos. | Squadra            | Pt | G  | V  | N | P  | GF | GS | QR    |
| --------------------- | ---- | ------------------ | -- | -- | -- | - | -- | -- | -- | ----- |
|                       | 1.   | Viktorija Zagabria | 22 | 14 | 11 | 0 | 3  | 41 | 21 | 1,952 |
|                       | 2.   | Zagorac Zagabria   | 20 | 14 | 9  | 2 | 3  | 35 | 14 | 2,500 |
|                       | 3.   | Uskok Zagabria     | 19 | 14 | 9  | 1 | 4  | 34 | 17 | 2,000 |
|                       | 4.   | Kvaternik Zagabria | 13 | 14 | 6  | 1 | 7  | 34 | 39 | 0,871 |
|                       | 5.   | Šparta Zagabria    | 12 | 14 | 5  | 2 | 7  | 38 | 40 | 0,950 |
|                       | 6.   | Trešnjevka         | 10 | 14 | 5  | 0 | 9  | 31 | 40 | 0,775 |
|                       | 7.   | Trnje Zagabria     | 10 | 14 | 4  | 2 | 8  | 26 | 35 | 0,742 |
|                       | 8.   | Zvonimir Zagabria  | 6  | 14 | 2  | 2 | 10 | 20 | 53 | 0,377 |
| Fonte: nk-maksimir.hr |      |                    |    |    |    |   |    |    |    |       |

Legenda:
      Promosse in 1. classe.
      Retrocesse in 3. classe.
Note:
Due punti a vittoria, uno a pareggio, zero a sconfitta.

## Provincia
Il campione provinciale fu lo Zagorac Varaždin che venne così ammesso al secondo turno del Prvenstvo NDH 1943.